# Goran Šukalo
Goran Šukalo (Koper, RFSI, 24 d'agost de 1981) és un exfutbolista eslovè que jugava com a centrecampista. Va començar com a futbolista al FC Koper.